# والتر رویتر
والتر رویتر (انگلیسی: Walter Reuther؛ ۱ سپتامبر ۱۹۰۷ – ۹ مهٔ ۱۹۷۰) یک سیاستمدار آمریکایی بود. او از رهبران اتحادیه‌های کارگری و فعال حقوق مدنی آمریکا بود که اتحادیه کارگران خودروسازی (UAW) را به یکی از مترقی‌ترین اتحادیه‌های کارگری در تاریخ آمریکا تبدیل کرد. او جنبش‌های کارگری را نه به‌عنوان گروه‌های ذی‌نفع خاص، بلکه ابزاری برای پیشبرد عدالت اجتماعی و حقوق بشر در جوامع دموکراتیک می‌دید. او از منابع و نفوذ اتحادیه کارگران خودروسازی برای دفاع از حقوق کارگران، حقوق مدنی، حقوق زنان، مراقبت‌های بهداشتی همگانی، آموزش عمومی، مسکن ارزان قیمت، نظارت بر محیط زیست و عدم گسترش انرژی هسته‌ای در سراسر جهان استفاده کرد. او به سوسیال دموکراسی به سبک سوئدی و تغییر اجتماعی از طریق نافرمانی مدنی غیر خشونت‌آمیز اعتقاد داشت. او AFL-CIO را در سال ۱۹۵۵ با جورج مینی تأسیس کرد. رویتر از دو بار تلاش برای ترور او جان سالم به در برد، از جمله یکی از آنها در خانه‌اش بود که بر اثر شلیک یک تفنگ ساچمه‌ای ۱۲ که از پنجره آشپزخانه‌اش صورت گرفت جان سالم به در برد. او چهارمین و طولانی‌ترین رئیس اتحادیه کارگران خودروسازی بود که از ۱۹۴۶ تا زمان مرگش در سال ۱۹۷۰خدمت کرد.
رویتر به عنوان رهبر پنج میلیون کارگر خودروسازی از جمله بازنشستگان و خانواده‌هایشان محسوب می‌شد. رویتر در حزب دموکرات آمریکا اثرگذار بود. در طول جنگ جهانی دوم، پرزیدنت فرانکلین دی. روزولت اغلب با رویتر مشورت می‌کرد و از او به عنوان «مهندس جوان سر قرمز من» یاد می‌کرد. رویتر در ۱۹۶۰ توسط جان اف کندی به عنوان معاون رئیس‌جمهور انتخاب شد و پس ازحمله به خلیج خوک‌ها در سال ۱۹۶۱، جان اف کندی رویتر را به کوبا فرستاد تا تبادل زندانیان با فیدل کاسترو را انجام دهد. او در ایجاد رهبری سپاه صلح و در حمایت از قانون حقوق مدنی ۱۹۶۴، قانون حقوق رای ۱۹۶۵، و حمایت از مدیکر و مدیکید و قانون مسکن منصفانه نقش داشت. رویتر هر هفته در سال‌های ۱۹۶۴ و ۱۹۶۵ با پرزیدنت لیندون بی. جانسون در کاخ سفید ملاقات می‌کرد تا دربارهٔ سیاست‌ها و قوانین جامعه بزرگ و جنگ علیه فقر به تبادل نظر بپردازد. ریچارد نیکسون که از حزب جمهوری‌خواه نامزد پیشرو ریاست جمهوری آمریکا بود، نسبت به جان اف کندی در خصوص رویتر در جریان انتخابات ۱۹۶۰ تصریح کرد و گفت «من نمی‌توانم ببینم که هر رئیس‌جمهوری مدیون انتخابش باشد و یک رئیس‌جمهور اسیر یک رئیس سیاسی مثل والتر رویتر محتاط باشد، و در آن صورت نمی‌توانم به هیچ چیز زیان آوری برای این ملت فکر کنم». همچنین بری گلدواتر یک سیاستمدار محافظه‌کار اعلام کرد که «رویتر برای کشور ما خطرناک‌تر از اسپوتنیک یا هر کاری که روسیه شوروی ممکن است انجام دهد، می‌باشد.» وی در سال ۱۹۵۵، برنده جایزه پولیتزر شد.
رویتر که متحد قدرتمند مارتین لوتر کینگ، جونیور و جنبش حقوق مدنی بود، با کینگ در دیترویت، سلما، بیرمنگام، مونتگومری و جکسون راهپیمایی کرد. هنگامی که مارتین لوتر کینگ و دیگران از جمله کودکان در بیرمنگام، آلاباما زندانی شدند و کینگ نامه معروف خود را از زندان بیرمنگام نوشت، رویتر ۱۶۰۰۰۰ دلار برای آزادی معترضان وثیقه گذاشت. او همچنین به سازماندهی و تأمین مالی راهپیمایی در واشینگتن در ۲۸ اوت ۱۹۶۳ کمک کرد، و سخنانی را از پله‌های یادبود لینکلن اندکی قبل از اینکه کینگ سخنرانی تاریخی خود با عنوان «من یک آرزو دارم» را در مرکز خرید ملی آغاز کند، ایراد کرد. او که از حامیان اولیه سزار چاوز و کارگران مزرعه متحد بود، از رابرت اف کندی خواست تا با چاوز ملاقات کرده و از او حمایت نماید. رویتر در هیئت مدیره انجمن ملی برای پیشرفت رنگین پوستان (NAACP) یکی از بنیانگذاران آمریکایی برای اقدام دموکراتیک بود. رویتر خود را مادام العمر وقف محیط زیست کرد و نقش مهمی در تأمین مالی و سازماندهی کنفرانس اولین روز زمین در ۲۲ آوریل ۱۹۷۰ ایفا کرد. به گفته دنیس هیز که سازمان دهنده اصلی کنفرانس ملی اولین روز زمین بود گفت: بدون رویتر و «UAW، اولین روز زمین احتمالاً شکست می‌خورد!»
نشان افتخار آزادی رئیس‌جمهوری در سال ۱۹۹۵ پس از مرگ رویتر توسط پرزیدنت بیل کلینتون به او اعطا شد، کلینتون در این مراسم اظهار داشت: «والتر رویتر یک رویاپرداز آمریکایی و بسیار جلوتر از زمان خود حرکت می‌کرد. وی اگرچه ربع قرن پیش درگذشت اما ملت ما هنوز به رویاهای او دست نیافته است.» مجله تایم، رویتر را به عنوان یکی از ۱۰۰ فرد اثرگذار قرن بیستم معرفی کرد. موری کمپتون، روزنامه‌نگار برنده جایزه پولیتزر، نوشت: «والتر رویتر تنها مردی است که تا کنون با او ملاقات کرده‌ام و می‌تواند چشم‌انداز آینده را نشان دهد.» سرعت ذهن یک مرد را می‌توان به همان روشی که سرعت پاهای او می‌رود اندازه‌گیری کرد، والتر رویتر در سرعت قهرمان المپیک می‌شد. «او انسان خطرناکی در دیترویت بود، زیرا هیچ‌کس به اندازه او بدون اینکه ظاهراً اشکال‌های موجود در جامعه را مختل نماید، مهارت راه اندازی یک انقلاب را نداشت».

## دوران جوانی و تحصیلات

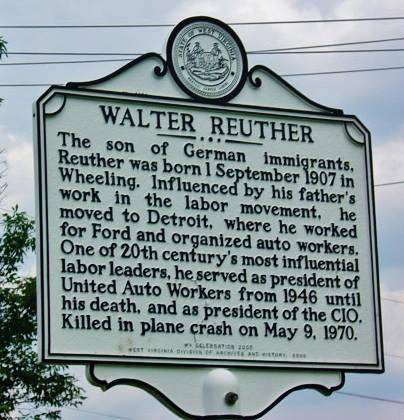
لوحی از زادگاه رویتر، ویلینگ، ویرجینیای غربی.

رویتر در ۱ سپتامبر ۱۹۰۷ در ویلینگ، ویرجینیای غربی، از خانواده آنا (با نام خانوادگی استوکر) و والنتاین رویتر که هر دو آلمانی-آمریکایی بودند به دنیا آمد. پدرش والنتاین یک راننده واگن آبجو با اسب و سازمان دهنده اتحادیه سوسیالیست بود که در سن ۱۱ سالگی از آلمان به آمریکا مهاجرت کرده بود. والتر یکی از پنج فرزند از بزرگ‌ترین تا کوچک‌ترین آنها بود: تد، والتر، روی، ویکتور، کریستین. ولنتاین هر یکشنبه به پسرانش مناظره کردن را آموزش می‌داد و در کارشان تسهیل ایجاد می‌کرد تا در مورد مسائل اجتماعی روز مانند روزنامه‌نگاری زرد، کار کودکان، حق رای زنان و حقوق مدنی، بر روی پای خود فکر کنند. رویتر بعداً در خاطراتش گفته بود: «در زانوی پدرم ما فلسفه اتحادیه‌گرایی را آموختیم. ما هر روز از مبارزات، امیدها و آرزوهای زحمتکشان برخوردار می‌شدیم.» او برای دیدار با یوجین دبز، که به دلیل صلح طلبی‌اش در طول جنگ جهانی اول در زندان بود به ملاقاتش در زندان رفت.
رویترها صرفه جو بودند و یادگرفتند که اسراف نکنند. برای پس‌انداز پول، آنا مادر والتر از کیسه‌های آرد استفاده شده برای پسرانش لباس زیر درست می‌کرد. زمانی که ولنتاین به دلیل انفجار بطری تا حدی نابینا شد، والتر در سن ۹ سالگی شروع به انجام کارهای عجیب و غریبی برای کسب درآمد خانواده کرد. او بعداً در سال اول مدرسه را رها کرد و در یک کارخانه محلی برای کمک به خانواده کار کرد. او به‌طور مستقیم زمانی که یک جانور ۴۰۰ پوندی که او و سه مرد دیگر در حال بلند کردن آن بودند، افتاد و انگشت شست پای او قطع شد، ایمن نبودن کار کارگران را آموخت.
از سنین پایین، پسران رویتر در خصوص مبارزه با نژادپرستی آموزش می‌گرفتند. یک روز آنها پسران محلی را دیدند که در حال پرتاب سنگ به سمت سیاهپوستانی بودند که با واگن‌های راه‌آهن از طریق شهر خود به شمال منتقل می‌شدند. پدرشان به آنها هشدار جدی داد که هرگز با انسان دیگری اینطور رفتار نکنند. پسران رویتر هرگز آن درس را فراموش نکردند و بقیه عمر خود را صرف مبارزه برای برابری نژادی و اقتصادی برای همه مردم کردند.

### ترک خانه به مقصد دیترویت
رویتر در ۱۹ سالگی در۱۹۲۷، ویلینگ را به مقصد دیترویت ترک کرد و در شرکت خودروسازی فورد مشغول به کار شد، او درواقع به ۲۵ سال تجربه نیاز داشت تا به یک متخصص و مکانیک ماشین تبدیل شود. او با سن کمش سرکارگر حیرانی بود که توانست با آن سن بمیرد و به طراحی خودرو اشراف پیدا کند و تبدیل به یکی از پردرآمدترین مکانیک‌های کارخانه شود. او دبیرستان را در حالی که در فورد کار می‌کرد به پایان رساند و در کالج شهر دیترویت، که امروزه به عنوان دانشگاه ایالتی وین شناخته می‌شود، ثبت نام کرد. رویتر در ۱۹۳۲ به دلیل سازماندهی تجمعی به سود نورمن توماس که برای ریاست جمهوری ایالات متحده نامزد حزب سوسیالیست آمریکا شده بود از شرکت اخراج شد. سوابق رسمی استخدامی او در فورد بیان می‌کند که او داوطلبانه استعفا داد، اما خود رویتر اظهار داشت که به دلیل فعالیت‌های سوسیالیستی که به‌طور فزاینده‌ای مشهود بود، اخراج گردید. صرف نظر از این، والتر و ویکتور به این نتیجه رسیدند که این زمان، زمانی عالی برای تحقق رؤیای کودکی‌اش و سفر به دور دنیا است.

### تور جهانی
هنگامی که هنری فورد مدل T تولیدات خود را در سال ۱۹۲۷ متوقف کرد، تجهیزات تولید را به اتحاد جماهیر شوروی فروخت و کارگران آمریکایی که در به‌کارگیری این فناوری مجرب بودند، نیاز بود تا برای راه‌اندازی بروند، به والتر و ویکتور قول داده شد که به کارگران شوروی نحوه اجرای ساخت ماشین‌ها و خط مونتاژ را آموزش دهند. برادران رویتر با این اطمینان شغلی، ماجراجویی سه ساله خود را آغاز کردند، ابتدا اروپا را با تور دوچرخه‌سواری طی کردند، سپس در کارخانه خودروسازی در گورکی، در اتحاد جماهیر شوروی، جایی که در فضای کارخانه‌های سرد اغلب ۳۰ تا ۴۰ درجه فارنهایت زیر صفر بودند مشغول به کار شدند. رویتر مکرراً نامه‌هایی به روزنامه‌های مسکو دیلی می‌نوشت و از ناکارآمدی‌های فراوان مرتبط با نحوه اداره نیروگاه‌ها توسط کمونیست‌ها انتقاد می‌کرد.
پس از تقریباً دو سال اقامت در اتحاد جماهیر شوروی، برادران رویتر از طریق ترکیه به ایران، هند، بریتانیا و چین سفر کردند. پس از عبور از دریای چین شرقی، تور خاور دور خود را با دوچرخه سواری در سراسر ژاپن به پایان رساندند. سرانجام، پس از تقریباً سه سال دوری از خانه، کاری برای انتقال کشتی بخار رئیس‌جمهور هاردینگ به سان فرانسیسکو پیدا کردند و با عجله به دیترویت محلی که برادران رویتر عمیقاً درگیر سازماندهی کارگران خودرو بودند بازگشتند. والتر بعداً اظهار داشت که تور جهانی به او آموخت که «همه مردم آرزوی اهداف انسانی اولیه یک شغل با درجه‌ای از امنیت، فرصت‌های بیشتر برای فرزندان خود و البته آزادی را دارند. ما احساس کردیم که می‌توانیم با کمک به آمریکایی‌ها سهمی داشته باشیم. کارگران اتحادیه‌های کارگری سازمان مقتدر و دموکراتیکی می‌سازند و به همین دلیل ما وارد جنبش کارگری شدیم.»

### وابستگی سیاسی

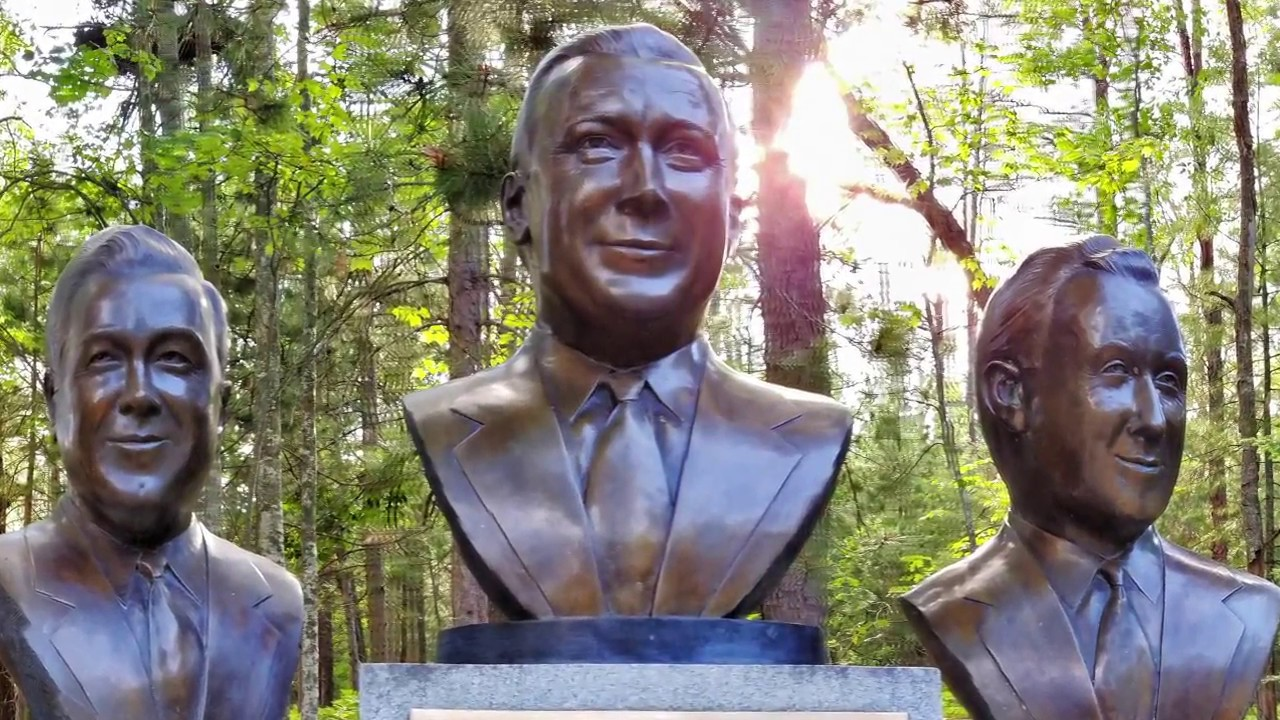
مجسمه‌های برادران رویتر در مرکز آموزش خانواده والتر و می رویتر در اتحادیه کارگران خودرو در شمال میشیگان. از چپ به راست، روی رویتر، والتر رویتر و ویکتور رویتر

رویتر قبل از پیوستن به حزب دموکرات، عضو حزب سوسیالیست آمریکا بود. اگرچه رویتر همیشه آن را انکار می‌کرد، با اینحال برخی از جمله جی. ادگار هوور مشکوک بودند که زمانی او یکی از اعضای حزب کمونیست بوده است. رویتر در این مورد در سال ۱۹۳۸ گفت: «من نه عضو حزب کمونیست هستم و نه حامی سیاست‌های آن و تحت کنترل یا نفوذ آن به هیچ وجه نبوده‌ام.» با این وجود، مردم مشکوک بودند که او ممکن است برای چند ماه در سال‌های ۱۹۳۵–۱۹۳۶ حق‌الزحمه‌ای را به حزب کمونیست پرداخت کرده باشد و یک منبع او را به عنوان شرکت کننده در جلسه برنامه‌ریزی حزب کمونیست در اواخر فوریه ۱۹۳۹ ذکر کرده است. رویتر در اواسط دهه ۱۹۳۰ با کمونیست‌ها همکاری کرد. این دوره شرکت در یک جبهه مردمی بود، و حزب کمونیست در مورد مسائل داخلی اتحادیه کارگران خودرو با او موافق بود. اما ارتباط او با سوسیالیست‌های ضد استالینیست بود. رویتر در حزب سوسیالیست فعال باقی ماند و در سال ۱۹۳۷ در تلاش برای انتخاب شدن در شورای شهر دیترویت شکست خورد که AFL و سیاه پوستان با بلیط CIO او مخالفت کردند. (مارتین گلابرمن مورخ مدرکی دال بر عضویت کمتر از یک ساله رویتر در حزب کمونیست ایالات متحده آمریکا در مقالات نات گانلی، فعال اتحادیه کارگران خودرو پیدا کرد) با این حال، تحت تأثیر تلاش‌های رئیس‌جمهور فرانکلین دلانو. روزولت برای مقابله با نابرابری، در نهایت به حزب دموکرات پیوست.

## اتحادیه کارگران خودرو

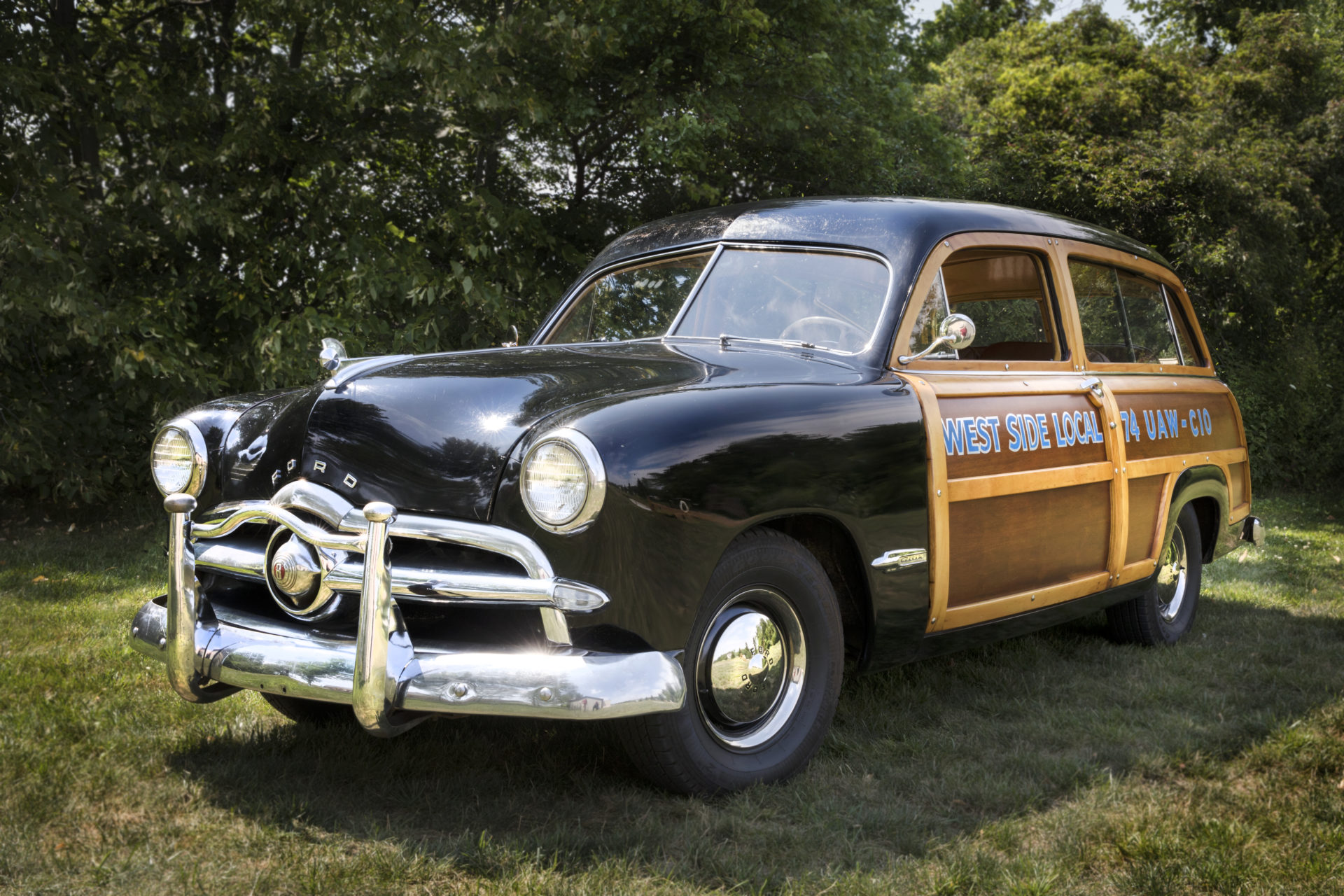
ماشین بلندگو دار برای ۱۷۴ وست ساید که توسط والتر رویتر برای سازماندهی اعضای اتحادیه کارگران خودرو استفاده می‌شد.

### اولین پیروزی در شرکت‌های خودروسازی
پس از بازگشت از اروپا به دیترویت، رویتر با رایگان سواری به ساوت بند، ایندیانا رفت تا در دومین کنوانسیون سالانه به عنوان نماینده اتحادیه کارگران خودرو نوپا شرکت کند. پس از بازگشت، او رئیس ۱۷۴ اتحادیه تازه تأسیس در سمت غربی دیترویت شد و همراه با برادرش ویکتور، اولین تظاهرات موفقیت‌آمیز را علیه غول‌های خودروسازی مدل در کلسی هیز رهبری کرد، این شرکت درام ترمز و چرخ را برای شرکت فورد موتور تأمین می‌کرد. دعوای اصلی این بود که افزایش سرعت خط مونتاژ غیرقابل تحمل بود. کارگران دست و پا و حتی جان خود را از دست می‌دادند و بیهوده تلاش می‌کردند تا با سرعت روزافزون خط مونتاژ همگام شوند. دسامبر ۱۹۳۶ بود که کارگران اعتصاب غافلگیرانه‌ای را آغاز کردند و در کارخانه تحصن کردند و از ترک آن امتناع ورزیدند تا اینکه مدیریت با نماینده آنها، والتر رویتر وارد مذاکره شد.
هنگامی که مدیریت تلاش نمود تا برای جمع‌آوری محصولات شرکت وارد محوطه کارخانه شوند، هزاران تن از هواداران اتحادیه در پیاده‌روها هجوم آوردند و درها را مسدود نمودند. این درحالی بود که فورد به شدت به درام‌ها و چرخ‌های ترمز تولیدی نیاز داشت و بالاخره پس از ۱۰ روز متحمل ضربه شد و عقب‌نشینی کرد. این اولین پیروزی بزرگی بود که اتحادیه کارگران خودرو برای اتحاد کارخانه‌های خودروسازی به دست آورد. با اصرار رویتر، زنان برای کار برابر دستمزد مساوی با مردان دریافت کردند: با ۷۵ سنت در ساعت. سرعت خط مونتاژ کند شد و شرکت نتوانست کارگری را به دلیل عضویت در اتحادیه اخراج کند. اعضای ۱۷۴ اتحادیه کارگران خودرو بعد از اعتصاب از ۲۰۰ نفر به ۳۵۰۰۰ نفر در سال بعدی افزایش پیدا کردند.

### کمپانی جنرال موتور

شاهراه ایالتی ۶۹۶ در دیترویت پس از سقوط هواپیما در سال ۱۹۷۰، شاهراهی که بنام والتر رویتر نامگذاری شد.

در سال ۱۹۳۶، جنرال موتور (GM) بزرگ‌ترین شرکت در جهان بود و کارخانه‌های بسیاری را در فلینت، میشیگان، حدود ۶۰ مایلی شمال دیترویت داشت. برادر رویتر، روی، قبلاً در فلینت فعال بود و برنامه‌های استراتژیک و سازماندهی کارگران را برعهده داشت و برای تأمین حقوق کارگران، کارگران کارخانه‌ها را سازماندهی می‌کرد تا اتحادیه را تشکیل دهد و برای به رسمیت شناخته شدن اتحادیه تا تعطیلی کارخانه پیش می‌رفت.
اعتصاب در شب سال نو در ۳۱ دسامبر ۱۹۳۶، زمانی که کارگران در کارخانه‌ها تحصن کرده و از خروج خودداری نمودند، آغاز شد. جنرال موتورز با خاموش کردن گرمای کارخانه تلافی کرد.
در همبستگی با مهاجمان فلینت، رویتر اعتصابی را در کارخانه فلیت‌وود دیترویت، جایی که بدنه‌های خودروی لوکس جنرال موتورز و کادیلاک ساخته می‌شد را رهبری کرد. اعتصابات در همبستگی و حمایت در اوکلند، کالیفرنیا، پونتیاک، میشیگان و سنت لوئیس، میزوری برگزار شد. کارگران خودرو در سراسر کشور در حمایت از اعتصاب کنندگان نشسته فلینت دست به اقدام زدند.
در بازگشت به فلینت، پلیس سعی کرد کارگران را به زور از کارخانه خارج کند که این رویداد به عنوان «نبرد گاوهای نر» شناخته شد. بیش از صد پلیس با گاز اشک آور و گلوله به تجمع کنندگان حمله کردند و سیزده کارگر را با شلیک گلوله به بیمارستان فرستادند. ویکتور ماشین صدا را هدایت کرد و کارگران را تشویق نمود تا در مقابل شلیک گلوله‌ها بایستند و با باز کردن لولاهای در و انداختن آن از سقف و باز کردن شیلنگ‌های آتش‌نشانی در شب زمستان ۱۶ درجه فارنهایت، مقابله کنند و نیروهای پلیس را عقب برانند. ویکتور و جنورا جانسون، یکی از رهبران بریگاد زنان، به نوبت در ماشین صدادار کارگران را تشویق می‌کردند که در موضع خود بایستند.
فرانک مورفی فرماندار میشیگان ۲۰۰۰ عضو گارد ملی را فراخواند تا کارگران را مجبور به خروج از کارخانه نکنند، بلکه آرامش را برقرار کنند. پس از یک حرکت درخشان، کارگران توانستند کنترل تنها کارخانه تولید موتور شورلت را در کشور به دست آورند. سرانجام، ۴۴ روز بعد، جنرال موتورز مجبور شد حق کارگران برای عضویت در اتحادیه را به رسمیت بشناسد و اولین قرارداد جمعی خود را با اتحادیه کارگرا خودرو نوپا امضا کرد.
اعتصاب نشسته فلینت، لکزینگتون، میشیگان و دره فورج معروف هستند به اتحادیه‌گرایی صنعتی آمریکا. روی به یاد می‌آورد: «وقتی پسرها از میان گیاهان بیرون آمدند، من هرگز چنین شبی را ندیدم و شاید دیگر هرگز آن را نبینم. من آن را به کشوری تشبیه می‌کنم که استقلال را تجربه می‌کند، خانواده‌ها برای اولین بار از زمان شروع اعتصاب دوباره متحد شدند، بچه‌ها در بغل پدرهایشان با شادی اشک شوق می‌ریختند، این دریای انسانیت بود که دیگر ترس در ذهن کارگران وجود نداشت.»
در سال ۱۹۵۰، رویتر با چارلی ویلسون، مدیر ارشد اجرایی جنرال موتورز، پیمان دیترویت، یک قرارداد کاری پنج ساله تاریخی که در ازای تعهد به عدم اعتصاب، مراقبت‌های بهداشتی و حقوق بازنشستگی و دستمزدهای بهتری به کارگران می‌داد، مذاکره و امضا کردند. در آن زمان، مجله فورچون نوشت که معاهده دیترویت «کارگر را تا حد شگفت‌انگیزی به عضوی از طبقه متوسط جامعه تبدیل کرد.»

## مرگ
در ۹ مه ۱۹۷۰، والتر رویتر، همسرش می، معمار اسکار استونوروف، محافظ رویتر، ویلیام ولفمن، خلبان و کمک خلبان بر اثر سقوط یک لیرجت ۲۳ کرایه‌ای که در کام شعله‌های آتش رفت در ساعت ۹:۳۳ شب به زمان شرقی کشته شدند. این هواپیما که از دیترویت پرواز کرد وارد مه و باران قرار گرفت و نزدیک به پایان مقصد که فرودگاه منطقه‌ای پلستون در پلستون، میشیگان، بود دچار سانحه شد.هیئت ملی ایمنی حمل و نقل متوجه شد که ارتفاع سنج هواپیما دارای قطعاتی نبوده، برخی از قطعات نادرست نصب شده بود، و یکی از قطعات آن را به صورت وارونه نصب کرده بودند که باعث شد برخی بر این گمانه‌زنی کردند که رویتر ممکن است به قتل رسیده باشد. رویتر قبلاً در معرض دو تلاش ترور و یک سقوط مشابه در یک هواپیمای کوچک در سال ۱۹۶۹ قرار گرفته بود.
مایکل پارنتی، روزنامه‌نگار، نوشت: «مرگ رویتر به عنوان بخشی از کوتاه کردن رهبری لیبرال و رادیکال به نظر می‌رسد که شامل مرگ چهار شخصیت ملی می‌شود: رئیس‌جمهور جان کندی، مالکوم ایکس، مارتین لوتر کینگ و سناتور رابرت کندی».